# Maurice Mendjizky

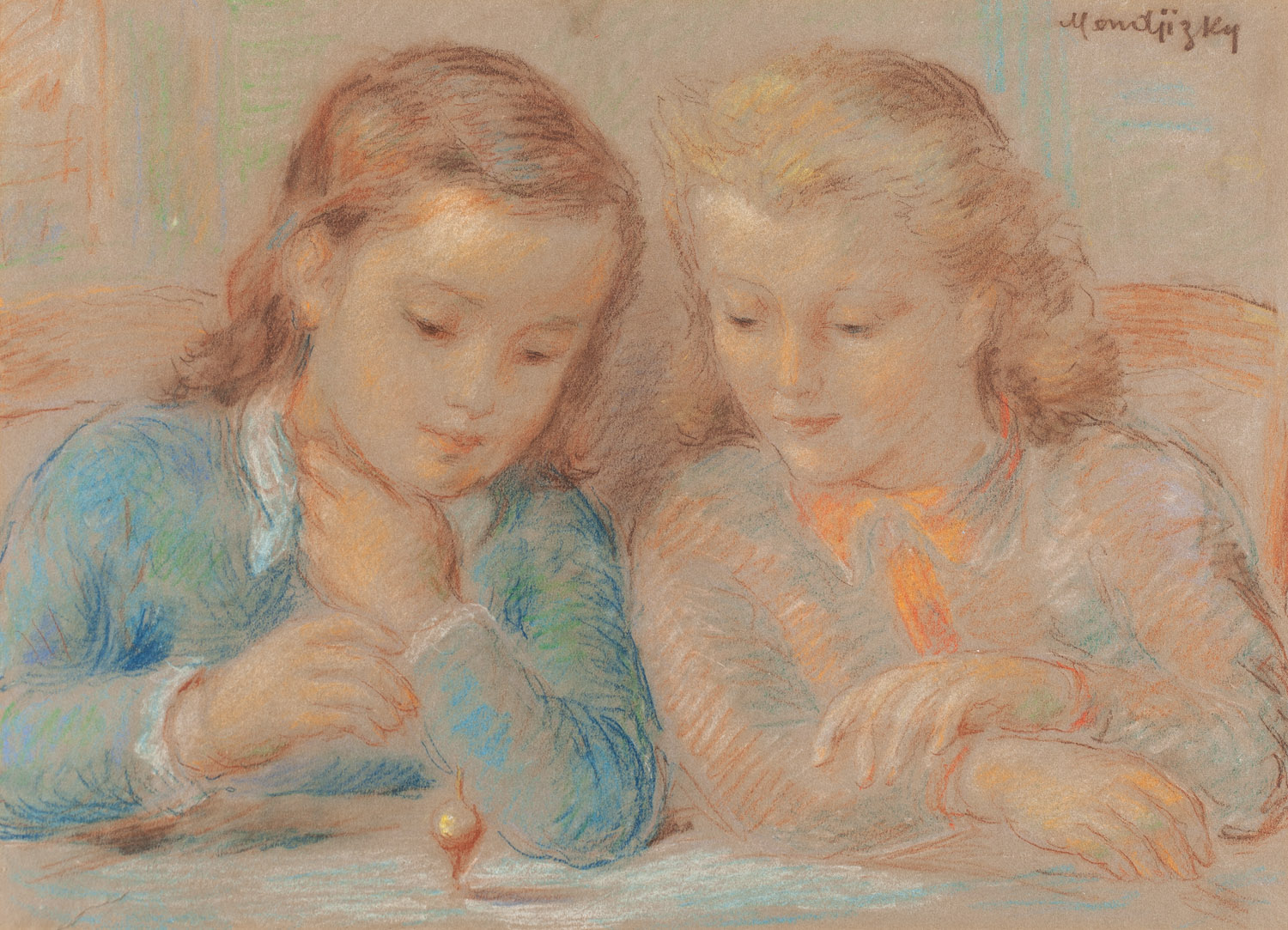

Maurice Mendjizky (Lodz, 1890- St Paul de Vence, 1951) Pintor polaco, afincado en Montmartre, primer amante de Kiki de Montparnasse.

## Biografía
Su padre fue un artesano de la hojalata. Desde temprana edad, Maurice demostró grandes dotes artísticas. En 1906 partió a Berlín a estudiar en una escuela de composición musical. Excelente diseñador, se interesó por la pintura. En 1909 se instaló en París para pintar. Trabajó denodadamente y rápidamente se hizo un nombre entre los marchantes parisinos. Expuso en chez Georges Petit en 1912; el prefacio del catálogo de su muestra fue escrito por André Salmon. Tras conocer al célebre Zborowski se convirtió en amigo de Modigliani y Picasso. En 1913 conoció a Renoir, que lo invitó a su casa Collettes, en Cagnes sur Mer. Entusiasmado por la luz y la atmósfera de la Costa Azul invitó a Modigliani, Soutine y Foujita a unírsele. Tras una estancia en Polonia y Rusia, retornó a París donde conoció a una jovencita borgoñona, Alice Prin, la futura Kiki de Montparnasse. En 1921, añorando el Midi, se instaló en St. Paul de Vence y conoció a su futura esposa, Rose, con quien tuvo dos hijos: Claude, nacido en 1924 y asesinado por los nazis catorce días antes de la Liberación, y Serge, nacido en 1929, y combatiente de la Resistencia, también pintor y artista afincado en París. Comprometidos con la Resistencia, miembros de la familia Mendjizky fueron ejecutados durante la II Guerra Mundial: su mujer fue detenida en 1942. Su primogénito ejecutado y toda su familia residente en Polonia, exterminada. Triste y enfermo, consagró sus últimos años de vida a pintar y trazar la resistencia heroica de los habitantes del ghetto de Varsovia.

## Exposiciones personales
- Galería Georges Petit, París (1912, 1921, 1925, 1926 y 1930)
- Galería Kleiman, París (1933, 1937 y 1938)
- Galería del Elyseo, París (1947)
- Museo de Bellas Artes de Praga (1929)
- Zürich (1937)